# Aquatica lateralis
Aquatica lateralis is een keversoort uit de familie glimwormen (Lampyridae). De wetenschappelijke naam van de soort werd voor het eerst geldig gepubliceerd in 1860 door Motschulsky als Luciola lateralis.